# San Antonio (General Juan Facundo Quiroga)
San Antonio è una località dell'Argentina, appartenente alla provincia di La Rioja, situata nella parte orientale della provincia. L'abitato è compreso nel Dipartimento di General Juan Facundo Quiroga. In questa località è nato Juan Facundo Quiroga, militare e politico, importante figura nella storia argentina del XIX secolo.